# Ludmiła Krakowiecka
Ludmiła Krakowiecka (ur. 28 grudnia 1900 w Krakowie, zm. 17 lutego 1971 w Poznaniu) – polska filozof, prawnik, historyk medycyny oraz mistyczka chrześcijańska. Założycielka stowarzyszenia religijnego Rodzina Serca Miłości Ukrzyżowanej (RSMU).

## Biografia
Urodziła się w 1900 roku w Krakowie. Jej ojciec Adam Wrzosek był wówczas młodym lekarzem zaczynającym karierę naukową jako asystent w Katedrze Patologii Uniwersytetu Jagiellońskiego, gdzie z czasem został profesorem medycyny. Matka studiowała medycynę w Zurychu, studiów jednak nie ukończyła.
Ludmiła wychowywała się w Krakowie, tam też ukończyła szkołę podstawową, a w 1919 r. zdała maturę. Następnie, zmieniając miejsce zamieszkania wraz z rodzicami, podjęła studia filozoficzne kolejno na Uniwersytecie Warszawskim i Poznańskim. W 1926 roku uzyskała dyplom doktora filozofii na Uniwersytecie Poznańskim w Poznaniu, broniąc rozprawę pt. „Twórczość naukowa Alfonsa Gratry”.
W 1924 r. zawarła małżeństwo z Wiesławem Krakowieckim, studentem Uniwersytetu Poznańskiego. Dwa lata po ślubie urodził się jej syn Jerzy. Małżeństwo nie było udane z powodu postawy męża, który nie chciał zaakceptować dziecka. Małżeństwo zakończyło się cywilnym rozwodem, wymaganym przez prawo dzielnicowe obowiązujące jeszcze wówczas w Poznańskiem i dożywotnią separacją kościelną.
W 1932 r. ukończyła prawo z tytułem magistra. Przez pewien czas pracowała jako kurator na oddziałach kobiecych więzienia w Poznaniu, a następnie jako asystent w Katedrze Prawa Karnego Uniwersytetu Poznańskiego.
Okres okupacji hitlerowskiej spędziła w Warszawie, gdzie podjęła pracę jako wychowawczyni w placówce opiekuńczej dla opuszczonych chłopców. Brała też udział w działalności konspiracyjnej i pomagała ojcu w organizowaniu i prowadzeniu wydziału lekarskiego tajnego Uniwersytetu Ziem Zachodnich.
Po powstaniu warszawskim, w którym poległ jej syn, schroniła się w Krakowie. W marcu 1945 roku wróciła z rodzicami do Poznania, gdzie została asystentem w prowadzonej przez ojca Katedrze Historii Medycyny. W 1950 roku została docentem, a następnie kierownikiem Katedry i Zakładu Historii Medycyny Akademii Medycznej. Funkcję tę pełniła do przejścia na emeryturę w 1970 roku.
Była aktywnym członkiem kilku towarzystw naukowych. Pozostawiła ponad trzydzieści publikacji naukowych i kilka prac przygotowanych do druku. Zmarła 17 lutego 1971. Pochowana wraz z rodzicami na Cmentarzu Komunalnym na Junikowie (pole 1, kwatera 1, miejsce 26).

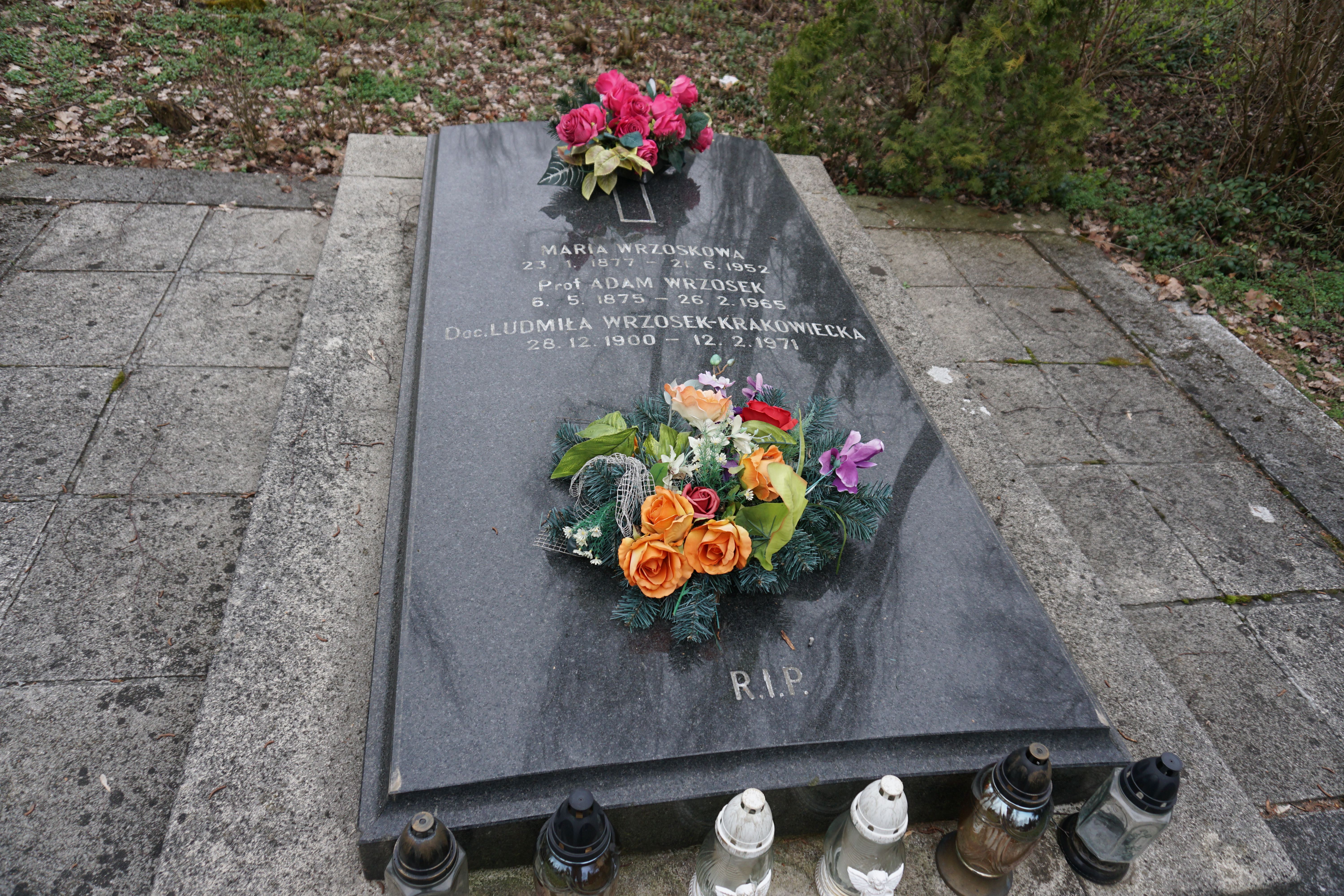
Grób prof. Adama Wrzoska i Ludmiły Krakowieckiej na Cmentarzu Junikowskim

## Wizje mistyczne
Według jej relacji w latach 1936–1967 doznała serii objawień mistycznych Pana Jezusa i Matki Bożej. Pod wpływem tych wizji założyła wspólnotę Rodzina Serca Miłości Ukrzyżowanej (RSMU). Swoje wizje opublikowała w dziele Dialogi.